# الملعب (ولاية تيسمسيلت)
الملعب بلدية تابعة لدائرة لرجام في ولاية تيسمسيلت. تقع بين لرجام وأولاد بسام يقطنها حوالي 18000 نسمة.